# Biosteres altaiensis
Biosteres altaiensis är en stekelart som först beskrevs av Jakimavicius 1986.  Biosteres altaiensis ingår i släktet Biosteres och familjen bracksteklar. Inga underarter finns listade.